# 雾山乡
雾山乡，是中华人民共和国四川省成都市大邑县曾经下辖的一个乡。2019年12月，撤销雾山乡、鹤鸣乡，设立鹤鸣镇。

## 行政区划
雾山乡撤销前下辖以下地区：
两河口社区、大坪村、大烛村、雾山村和虾口村。